# اچ‌ام‌اس لرل (تی ۲۹)
اچ‌ام‌اس لرل (تی ۲۹) (به انگلیسی: HMS Laurel (T 29)) یک کشتی بود که طول آن ۱۴۱ فوت ۳ اینچ (۴۳٫۰۵ متر) بود. این کشتی در سال ۱۹۳۰ ساخته شد.